# Masters de golf de 2010
Navigation
Masters 2009 Masters 2011
Le Masters 2010 est la 74e édition du Masters qui se dispute annuellement à l'Augusta National Golf Club situé dans la ville d'Augusta dans l'État de Géorgie aux États-Unis. Il est dans le calendrier le premier des quatre tournois majeurs annuels reconnus par les trois principaux circuits professionnels (PGA Tour, Tour européen PGA et le Japan Golf Tour), suivent l'Open américain, l'Open britannique et le Championnat de la PGA.

## Différentes catégories de qualifications 2010
Les golfeurs invités doivent remplir au moins de ces conditions :
- Les anciens vainqueurs du Masters.
- Les cinq derniers vainqueurs de l'Open américain, de l'Open britannique et du Championnat de la PGA.
- Les deux derniers vainqueurs du Players Championship.
- Les deux premiers du Championnat de golf amateur des États-Unis 2009.
- Le vainqueur du Championnat de golf amateur de Grande-Bretagne 2009.
- Le vainqueur de l'US Amateur Public Links 2009.
- Le vainqueur de l'US Mid-Amateur 2009.
- Les seize premiers du Masters 2009.
- Les huit premiers de l'Open américain 2009.
- Les quatre premiers de l'Open britannique et du Championnat de la PGA.
- Les 30 premiers de la money list 2009 de la PGA Tour 2009.
- Les 30 golfeurs qualifiés au Tour Championship 2009.
- Les vainqueurs d'un tournoi PGA permettant la qualification au Tour Championship disputé entre le Masters 2009 et le Masters 2010.
- le top 50 de l'Official World Golf Ranking au 29 mars 2010.

## Enjeux du tournoi
Pour une grande partie des médias et du public, ce tournoi est avant tout celui qui marque le retour du no  1 mondial Tiger Woods sur les greens. Celui-ci avait en effet décidé de faire une pause d'une longueur indéterminée mi-décembre, à la suite de problèmes conjugaux qui avaient déclenché une véritable tempête médiatique. Malgré l'incertitude autour de son niveau physique et mental, ses adversaires considèrent néanmoins qu'il fait partie des favoris du tournoi.
Parmi les autres principaux favoris figurent le Sud-Africain Ernie Els, les Anglais Lee Westwood et Ian Poulter, ou encore les Américains Steve Stricker et Phil Mickelson.

## Déroulement du tournoi
Le Masters se joue sur quatre jours avec un parcours quotidien de 18 trous. Au total, les golfeurs ayant passé le cut auront disputé 72 trous (sans compter les play-offs). Au deuxième jour, les 48 premiers ou les golfeurs étant à dix coups du leader poursuivent le tournoi après le cut.

### 1erjour
Le leader surprise à l'issue de cette première journée est l'Américain Fred Couples, avec une carte de 66, à six coup sous le par. A -5 se trouvent cinq joueurs parmi lesquels deux des principaux favoris, Phil Mickelson et Lee Westwood. Enfin, Tiger Woods, pour son retour à la compétition, effectue un bon début de tournoi puisqu'il se trouve à la 7e place, à 2 coup du leader.

### 2ejour
Les nouveaux leaders à l'issue du deuxième tour se nomment Ian Poulter et Lee Westwood. Avec une carte de 136, à 8 coups sous le par, ils devancent un quintette de joueurs, parmi lesquels Tiger Woods et Phil Mickelson. 
Le leader de la veille, Fred Couples se trouve désormais à la neuvième place au classement général.

### 3ejour
Lee Westwood est désormais seul leader. Alors qu'il a réalisé une carte en dessous de 70 pour la troisième journée consécutive, le coleader de la veille, Ian Poulter, se trouve désormais à la sixième place après une carte de 70. La journée a souri à Phil Mickelson, qui est désormais seul deuxième, grâce notamment à deux eagles consécutifs. Enfin, Tiger Woods reste en embuscade, à une troisième place qu'il partage avec Choi Kyung-Ju.

### 4ejour
Phil Mickelson réalise de nouveau une très belle journée, avec une nouvelle carte de 67, ce qui lui permet de remporter le tournoi avec 3 coup d'avance sur Lee Westwood. Trois autres joueurs ont entrevu la victoire en cette dernière journée : Lee Westwood et Choi Kyung-Ju, très réguliers, payent sans doute leur manque d'audace face à Mickeson, alors que Tiger Woods paye lui une certaine irrégularité et un manque de concentration. Le troisième du classement final est Anthony Kim, neuvième seulement le matin mais qui réalise une carte de 65.